# 1408 (фільм)
«1408» (англ. 1408) — містичний трилер, знятий американським кінорежисером Мікаелем Гофстремом. Фільм базується на однойменному короткому оповіданні Стівена Кінга. Дата релізу в США 12 червня 2007 року, а в Україні — 12 липня 2007 року.
Фільм розповідає історію Майкла Енслінга, письменника, що спеціалізується на викритті шахраїв, які створюють міфи про так звані «паранормальні» явища. З цією ж метою він заселяється до одного з готелів Нью-Йорка — «Дельфін», у номер 1408. Хоча Майкл скептично ставиться до факту існування чогось «паранормального», незабаром він потрапляє в пастку в кімнаті, де переживає химерні події.

## Сюжет
Письменник Майкл Енслін (Джон К'юсак), спеціаліст з паранормальних явищ, пише книжки про незвичайні явища та полтергейстів у готелях. Він цинічно ставиться до життя, і не вірить в існування привидів та інших незвичних явищ. У нього є дружина — Лілі (Мері Маккормак), з якою він не спілкувався після смерті їх дочки Кеті (Жасмін Джессіка Ентоні).
Після своєї останньої книги Енслін отримує рекламну листівку із зображенням «Дельфін», готелю у Нью-Йорку, з попередженням: «Не входити до номера 1408!». Бажаючи викрити черговий, як йому здалося, рекламний трюк готелю, він приїжджає туди і наполегливо вимагає ключі від кімнати 1408. Менеджер готелю Джеральд Олін (Семюел Л. Джексон) намагається відмовити його. З його промови Енслін дізнається про те, що за весь час існування готелю «Дельфін», 56 пожильців саме цього номера покінчили із життям, оскільки в номері «…живе саме зло». Олін дарує пляшку коньяку Майклу, тільки б той не заселявся у номер. Пристрасна та переконлива мова старшого менеджера тільки розпалила цікавість письменника. Менеджер, побачивши, що переконати Майкла не вдасться, все ж заселяє Енсліна до номера.
Увійшовши до заповітного номера і не виявивши спочатку нічого надприродного, Майкл надиктовує на диктофон звіт про відсутність тут, як і в інших готелях, ознак паранормальних явищ. Радіо з годинником раптом починає програвати пісню «We've Only Just Begun» (укр. «Ми тільки почали»), хіт гурту «The Carpenters», і цифровий дисплей на годиннику змінюється на зворотний відлік, починаючи з «60:00». Майкл починає бачити привидів — минулих жертв кімнати, іноді ввижається маніяк у масці, а потім Майкл бачить флешбеки зі своєю дочкою Кеті та свого хворого батька (Лен Каріу). Він намагається піти, але всі спроби марні.
Майкл використовує свій ноутбук, щоб зв'язатися з Лілі, просячи про допомогу, але раптом система пожежогасіння у номері вмикається та його ноутбук перестає працювати через коротке замикання. Пізніше кімнатна температура опускається до мінусової і його ноутбук раптом знову починає працювати. У вікні відео-чаті з'являється допельгангер Майкла, який спілкується з Лілі та закликає її саму прийти у номер. Після цього кімната сильно трясеться, і Майкл розбиває картину корабля під час шторму. З розбитої картини ллється вода, заливаючи кімнату і Енслін починає тонути та втрачає свідомість. Прокидається він на пляжі, після пережитої серфінг-аварії, яку показували раніше у фільмі. З цього моменту його життя продовжується, і він мириться з Лілі.
Припускаючи, що все, що він пережив у номері 1408 році, був просто кошмаром, Лілі заохочує його написати про це книгу. Закінчивши книгу про це, Майкл відвідує пошту, щоб надіслати рукопис своєму видавцеві. Там він впізнає членів будівельної бригади персоналу готелю «Дельфін». Вони руйнують стіни поштового відділення, і виявляється, що Майкл все ще знаходиться у кімнаті 1408. Там він зустрічається з привидом своєї дочки, і коли зворотний відлік закінчується, кімната раптово відновлюється до нормального стану, а радіо з годинником скидається на «60:00».
Після цього «операторка готелю» телефонує Майклу. Майкл запитує, чому його ще не вбили, і вона повідомляє йому, що гості насолоджуються свободою вибору: він може знову і знову переживати минулу годину або скористатися їхньою «системою експрес-оплати». З'являється петля шибеника, але він відмовляється піддатися. Вирішивши кинути бігати, Майкл створює імпровізований коктейль Молотова з пляшки коньяку, що йому подарував менеджер, та підпалює кімнату. Готель евакуйований. Після того, як він докурює цигарку, Майкл розбиває вікно, створюючи зворотній витяг.

### Варіанти закінчення

#### Театральна версія
Пожежні виносять героя з номера. Майкл залишається живий, від дружини він дізнається про коротке замикання, що трапилося в номері. Однак, як доказ реальності пережитого, у нього залишається диктофон, на якому записані події і навіть голос примари його дочки, що кидає його дружину в шок.

#### Розширена версія
Розширена версія практично ідентична театральній, тільки, на відміну від неї, при прослуховуванні диктофона Лілі перебувала в іншій кімнаті і не чула запис.

#### Режисерська версія
У режисерській версії Майкл гине під час пожежі. Його ховають, а особисті речі залишаються у адміністратора готелю. Коли Олін вирішується прослухати диктофон, в дзеркалі заднього виду йому ввижається понівечений опіками привид Майкла. У той же час, в згорілому номері 1408, той же привид, але без опіків, дивиться через вікно на місто та курить, поки не йде до привида його дочки.

#### Розширена режисерська версія
У розширеній режисерській версії редактор Сем отримує рукопис, який Майкл написав, перебуваючи в ілюзорно-альтернативному світі.

## У головних ролях
| Актор                  | Роль          |
| ---------------------- | ------------- |
| Джон К'юсак            | Майкл Енслін  |
| Семюел Л. Джексон      | Джеральд Олан |
| Мері Маккормак         | Лілі Енслін   |
| Тоні Шалуб             | Сем Фаррелл   |
| Жасмін Джессіка Ентоні | Кеті Енслін   |
| Лен Каріу              | Батько Майкла |

## Нагороди
- Висунутий на кінопремію «Сатурн» у номінаціях «Найкращий фільм жахів» та найкращий актор (Джон К'юсак). 2008 рік.
- Висунутий на британську імперську нагороду у номінації «Найкращий фільм жахів». 2008 рік.
- Висунутий на кінопремію «Teen Choice Awards» у номінації «Найкращий фільм жахів/трилер». 2007 рік.
- Висунутий на кінопремію молодих артистів у номінації «Найкраща молода актриса» (Жасмін Джессіка Ентоні). 2008 рік.

## Касові збори
Під час показу в Україні, що розпочався 12 липня 2007 року, протягом перших вихідних фільм зібрав $119,162 і посів 2 місце в кінопрокаті того тижня. Фільм опустився на третю сходинку українського кінопрокату наступного тижня і зібрав за ті вихідні ще $47,269. Загалом фільм у кінопрокаті України пробув 5 тижнів і зібрав $337,801, посівши 51 місце серед лідерів кінопрокату України у 2007 році.
У перші вихідні, після прем'єри, у США фільм зібрав $20,617,667, загалом у США збори склали $71 985 628. Збори у світі становили  $130 810 213.

## Цікаві факти
- У фільмі кілька разів обігрується число 13. Наприклад, сума цифр номера 1408 дає 13, так само як і адреси готелю Лексінгтон стріт, 2245; сам номер знаходиться на 13-му поверсі (по порядку, за номером це 14-й поверх, оскільки тринадцятий у зв'язку з забобонами просто пропущено); перша смерть у номері сталася в 1912 році, що також у сумі дає 13.
- Одну з жертв номера звати Грейді. Грейді — ім'я одного з героїв фільму «Сяйво», іншої історії Кінга про жахливий готель.
- Дружину Майкла, Лілі, повинна була зіграти Кейт Волш, однак у зв'язку із зайнятістю в серіалі «Анатомія Грей» роль виконала Мері Маккормак.